# Kalla ingenting försent
Kalla ingenting försent är en svensk dokumentärfilm från 2012 i regi av Jan Troell, Jan Hemmel och Olle Tannergård. Den handlar om författaren och musikern Jacques Werup. Werups texter framförs av bland andra Timbuktu, Lill Lindfors, Jan Lundgren och Pernilla August. Titeln är tagen från en rad i sången "Gör mig lite levande".
Filmen hade premiär 9 april 2012 på SVT2.

## Medverkande
- Jacques Werup
- Jason "Timbuktu" Diakité
- Jan Lundgren
- Pernilla August
- Lill Lindfors
- Mikael Wiehe
- Johan Bergström
- Håkan Hardenberger
- Suzanne Brøgger
- Georg Oddner
- Christer Karlsson
- Duo Panacotta
- Sinfonietta Syd